# Sheep in the Big City
Sheep in the Big City (no Brasil, Sheep na Cidade Grande e em Portugal, Carneiro na Cidade) é uma série de desenho animado estadunidense produzida e exibida pelo Cartoon Network tendo duas temporadas, entre novembro de 2000 até abril de 2002. A série foi criada por Mo Willems. O primeiro piloto da série estreou como parte da Cartoon Network no "Cartoon Cartoon Summer" em 18 de agosto de 2000.
No Brasil, foi exibido no Cartoon Network e no SBT, nos anos 2000.
Em Portugal, estreou no Cartoon Network Europa em 2001, na versão original (sem legendas) e posteriormente foi reposta no Boomerang Europa, também na versão original (sem legendas). Também passou na RTP1 em 2002, no bloco "Hora Warner" com dobragem portuguesa apenas na primeira temporada.
Criada por Mo Willems, que anteriormente criou The Off-Beats para a Nickelodeon no KaBlam!, a série foca a vida de um carneiro fugitivo, Sheep, na Cidade Grande. Igualmente caracteriza diversos esboços e shorts unrelated, similares ao The Rocky and Bullwinkle Show e The Fugitive. Apresenta várias esquetes curtas sem nenhuma conexão com o restante do programa, geralmente propagandas de produtos imaginários. A animação possuía clima de sitcom, com ênfase no humor "sofisticado", usando muito do literal, usando várias formas de retórica para os personagens no enredo, era mais popular entre os públicos mais antigos. Também ficou famoso por apresentar várias referências inusitadas ao lado por trás das câmeras dos mundos do cinema e da televisão.
Sheep foi inspirado na ovelha "Dolly", que foi a primeira clonagem animal bem sucedida.
Na época, a estreia de  Sheep in the Big City foi a estreia mais bem avaliada para uma série original da Cartoon Network.

## Sinopse
Cansado da vida na fazenda do Fazendeiro João, Sheep, um carneiro, muda-se para a Cidade Grande (o estereótipo de uma metrópole). Infelizmente, a Organização Militar Secreta, comandada pelo General Específico, quer usar Sheep para sua nova arma laser movida a carneiro. Agora Sheep precisa fugir constantemente do General Específico, que é auxiliado pelo seu braço-direito Soldado Público, pelo Cientista Irado e vários outros estereótipos militares.
Enquanto não é perseguido, Sheep procura viver na Cidade Grande e ficar com sua amada, Preciosa, a poodle. Ele também tem que se esconder de outros personagens que o perseguem - o Fazendeiro João, Lisa Aluguel e a dona de Preciosa, a Senhora Ricona.

## Personagens
Há diversas piadas que exploram a linguagem no show, o que se aplica tanto a quadros (por exemplo "fat (gorda) + her (ela) = father (pai)"), quanto a nomes de personagens. Muitos dos nomes originais apresentam duplo sentido, para efeito humorístico, como é o caso do vilão "Count Toten" (em português do Brasil, manteve-se a piada com a adequação "Conte Atedez"). Mais célebres seriam, entretanto, os nomes dos membros da Organização Militar Secreta, que usam oxímoros cômicos devido ao fato de várias patentes militares corresponderem também a certos adjetivos na língua inglesa, favorecendo ambiguidades e trocadilhos. General Específico, por exemplo: General, em inglês, significa tanto "general" como "geral", o que resultaria em algo como Geral Específico. O mesmo vale para Private (que significa tanto "soldado" quanto"privado") Public ("público"). Também aparece em Major (que significa tanto "major" quanto "maior") Minor ("menor"). Infelizmente, a maior parte dessas piadas são intraduzíveis para o português. Um dos episódios mais vistos foi a trilogia 'Agora eu pego você!'

### Sheep
Um carneiro de vida difícil, que procura tranqüilidade ao lado de Swanky, sua amada, escapando da dona de Swanky e dos militares. Ele sempre se encontra em desvantagem, com exceção da vez em que conseguiu um emprego fazendo propagandas para um detergente, da vez em que viajou no tempo e quando conseguiu trabalhar em uma casa noturna. Sheep nunca fala, apenas bale.
Sheep foi para a cidade porque estava cansado da vida na fazenda e, para piorar os seus problemas, o General Específico ainda quer pegá-lo.

### Fazendeiro João
Antigo dono de Sheep, que quer recapturá-lo, apenas por saudade. Mesmo que Sheep não queira voltar para a fazenda, ele não desiste de tenta-lo mudar de ideia.
Em um episódio, é revelado que 'Fazendeiro' é na verdade o primeiro nome do Fazendeiro João, e não a descrição de seu trabalho.

### Ben Plotz
O narrador do programa. Ele aparece na tela constantemente, dentro do estúdio, e, eventualmente, reclama dos roteiros absurdos do programa, mas aparenta gostar do elenco.

### General Específico
O pouco inteligente líder da Organização Militar Secreta e principal vilão da história. Sempre tenta capturar Sheep para sua arma laser movida a carneiro. Ele nunca desiste, apesar das suas inúmeras derrotas.Está sempre atrás de Sheep por toda a cidade.

### Soldado Público
O braço direito do General Específico, sempre pronto para ajudar. Apesar de mais inteligente que seu chefe, ele prefere cumprir ordens do que dá-las. Sempre alerta que os planos da Organização Militar Secreta não vão dar certo, mas o General Específico nunca liga.

### Cientista Irado
Ele é o cérebro por trás da organização, tendo inventado vários equipamentos como a arma laser movida a carneiro e uma bicicleta máquina do tempo. Ele fica furioso quando o chamam de "Cientista Louco" ou "Cientista Maluco", o que ocorre constantemente. Na maioria das vezes é interrompido enquanto está explicando seus planos e inventos.

### Irmãos Sombrero Voadores
São dois irmãos Mexicanos, Fredie e Johnhannes Sombrero, que constantemente aparecem nos intervalos do programa. Estão sempre brigando um contra o outro.

### Sueco Metido
É um sueco (supostamente) que usualmente aparece nos fim dos episódios e faz um monólogo, normalmente em tom furioso, sobre frivolidades, como "O que têm de super nos supermercados?".

### Senhora Ricona
A dona de Preciosa, a poodle, a amada de Sheep. Ela é extremamente rica, sendo dona de parte da Cidade Grande. Sempre usa jóias e roupas caras. Quando vê Sheep, ela ataca o carneiro com sua peruca, feita de aço inoxidável. Não se conforma que Sheep ame sua cadela, e por isso quer que o General Específico pegue Sheep.

## Dubladores
- Ben Plotz - Waldyr Sant'anna
- General Específico: Luiz Carlos Persy
- Soldado Público: Alexandre Moreno
- Cientista Irado: Carlos Seidl
- Senhora Ricona: Rita Lopes
- Dr. Ah Não Não Não: Mauro Ramos
- Crumble Graymond: Hamilton Ricardo
- Harold (H): Guilherme Briggs
- Vozes Adicionais: Carlos Gesteira, Christiane Monteiro, Hamilton Ricardo, Jane Kelly, Nair Amorim, Philippe Maia e Ricardo Schnetzer
- Locutor: Jorge Lucas
- Estúdio: Delart